# میرزا سلامت علی دبیر
میرزا سلامت علی دبیر (زاده:۱۸۰۳ - درگذشت: ۱۸۷۵) از شاعران و مرثیه سرایان برجسته زبان اردو است.